# Ian SBF
Ian Raul Samarão Brandão Fernandes (Rio de Janeiro, 23 de novembro de 1980), conhecido apenas como Ian SBF, é um diretor, roteirista, produtor, editor e diretor de fotografia brasileiro. É criador das produtoras de vídeo para internet Anões em Chamas e Porta dos Fundos, da produtora Fondo Filmes.

## Biografia
Nascido no Rio de Janeiro, até os 26 anos trabalhou apenas em algumas agências, sem grande destaque. Em 2007 decide seguir a carreira como roteirista e diretor, realizando o curta-metragem O Lobinho Nunca Mente, o qual ganhou o prêmio de melhor diretor e melhor roteirista pelo Festival Florianópolis Audiovisual Mercosul (FAM). Em 2008 fundou a produtora de filmes Fondo Filme junto com Fábio Porchat. No mesmo ano dirige o curta 15 Minutos de Tolerância. Em 2010 produz o curta Em Trânsito e cria o canal de vídeos no Youtube Anões em Chamas, fazendo parceria com um elenco formado por Gregório Duvivier, Clarice Falcão, Letícia Lima, Fábio Nunes, Rafael Infante e outros. No mesmo ano se torna colaborador do seriado Junto & Misturado. Realiza os filmes Podia Ser Pior, em 2010, e Teste de Elenco, em 2011.
Em 2012 inicia o canal no Youtube Porta dos Fundos em parceria com Fábio Porchat, Gregório Duvivier, Fábio Nunes, Antonio Tabet e João Vicente de Castro, trazendo o elenco de seu canal anterior para o novo trabalho e se tornando o canal de maior visualização do Brasil em menos de um ano. Em outubro do mesmo ano se tornou diretor de publicidade da Yes Filmes.
Em 2015 estreia o longa Entre Abelhas, filme cuja direção assina e no qual divide a autoria do roteiro com Fábio Porchat.
Em 2017, lançou com o ilustrador Thobias Daneluz, o canal "Sociedade da Virtude", uma série de animação no estilo motion comics, inspirada em quadrinhos de super-heróis, principalmente nos publicados pelas editoras americanas Marvel e DC Comics.
Em março de 2025, Antonio Tabet, Ian SBF e a Paramount Global anunciam que venderam sua parte na sociedade do Porta dos Fundos.

## Vida pessoal
Natural da cidade do Rio de Janeiro. Estudou o ensino fundamental no Colégio Franco Brasileiro em Laranjeiras. Praticou kendo assiduamente entre 1997 e 2007. Praticava desenho desde criança, tendo tido algumas aulas com o Daniel Azulay e, mais tarde, com um professor particular chileno, o artista plástico e professor Robinson Carvajal G.. Produziu com alguns amigos um fanzine distribuído gratuitamente chamado Revista Fondo em 1999. Produziu diversos curtas amadores com amigos entre os anos 1997 e 2003, por onde iniciou os contatos de carreira. Em 2005 casou-se com a atriz Letícia Lima. O casamento chega ao fim em meados de 2013.

## Filmografia

### Internet
| Ano           | Título               | Cargo                |
| ------------- | -------------------- | -------------------- |
| 2010–2016     | Anões em Chamas      | Diretor / Roteirista |
| 2012–2025     | Porta dos Fundos     | Diretor / Roteirista |
| 2014          | Viral                | Diretor / Roteirista |
| 2014          | Refém                | Diretor / Roteirista |
| 2017–presente | Sociedade da Virtude | Diretor / Roteirista |

### Cinema
| Ano  | Título                               | Cargo                           | Nota           |
| ---- | ------------------------------------ | ------------------------------- | -------------- |
| 2007 | O Lobinho Nunca Mente                | Diretor / Roteirista            | Curta-metragem |
| 2008 | 15 Minutos de Tolerância             | Diretor                         | Curta-metragem |
| 2010 | Em Trânsito                          | Produtor                        | Curta-metragem |
| 2010 | Podia Ser Pior                       | Diretor / Roteirista            |                |
| 2011 | Teste de Elenco                      | Diretor / Roteirista / Produtor |                |
| 2015 | Entre Abelhas                        | Diretor / Roteirista / Produtor |                |
| 2015 | Porta dos Fundos: Contrato Vitalício | Diretor / Roteirista / Produtor |                |
| 2019 | Arzok                                | Diretor / Roteirista / Produtor | Curta-metragem |
| 2025 | A Própria Carne                      | Diretor / Roteirista / Produtor |                |

### Televisão
| Ano  | Título                         | Cargo            | Nota                     |
| ---- | ------------------------------ | ---------------- | ------------------------ |
| 2010 | Junto & Misturado              | Roteirista       |                          |
| 2011 | Fantástico                     | Diretor (quadro) | Quadro: "É Pai, É Pedra" |
| 2011 | Esporte Espetacular            | Diretor (quadro) | Quadro: "Sem Noção"      |
| 2012 | O Fantástico Mundo de Gregório | Diretor          |                          |
| 2015 | O Grande Gonzalez              | Diretor          |                          |

## Prêmios
| Ano  | Prêmio                                            | Categoria         | Indicação | Resultado | Ref.  |
| ---- | ------------------------------------------------- | ----------------- | --------- | --------- | ----- |
| 2007 | Festival Florianópolis Audiovisual Mercosul (FAM) | Melhor Diretor    | Ian SBF   | Venceu    | [ 4 ] |
| 2007 | Festival Florianópolis Audiovisual Mercosul (FAM) | Melhor Roteirista | Ian SBF   | Venceu    | [ 4 ] |